# Seongsong-myeon
Seongsong-myeon (koreanska: 성송면) är en socken i den sydvästra delen av Sydkorea, 250 km söder om huvudstaden Seoul. Den ligger i kommunen Gochang-gun i provinsen Norra Jeolla.